# Tutaibo phoeniceus
Tutaibo phoeniceus là một loài nhện trong họ Linyphiidae.
Loài này thuộc chi Tutaibo. Tutaibo phoeniceus được Octavius Pickard-Cambridge miêu tả năm 1894.